# Haldenby
Haldenby var en civil parish från 1866 till 1983 då den blev en del av Luddington and Haldenby och Eastoft, i grevskapet Humberside (nu Lincolnshire), i England. Civil parish var belägen 10 km från Scunthorpe och hade 30 invånare år 1971.